# Casa dels Avis (Sant Sadurní d'Anoia)
La Casa dels Avis és una obra de Sant Sadurní d'Anoia (Alt Penedès) inclosa a l'Inventari del Patrimoni Arquitectònic de Catalunya.

## Descripció
La Casa dels Avis es troba al recinte de l'Hospital Fundació Ferrer i Sallés. Es pot accedir a l'edifici pel carrer d'en Torras i Bages i està delimitat per una tanca d'opus incertum que rodeja el conjunt. Connecta amb l'Hospital a través d'una passera elevada i la façana nord dona a l'Índex. Es tracta d'un edifici de planta articulada en forma gairebé de L i amb coberta plana. Consta d'un semi-soterrani, planta baixa i dos pisos. El parament de les façanes és arrebossat i la distribució de les obertures és simètrica amb balcons integrats dins la façana. La part posterior dona a un pati.

## Història
La Casa dels Avis és un edifici públic de Sant Sadurní d'Anoia construït el 1983 per part de l'Ajuntament.
Per a la construcció de la Casa dels Avis es va haver d'enderrocar l'any 1984 un edifici d'una planta. Aquest edifici es va adossar a la façana sud de la capella el 1914 i funcionava com Escola Professional i Domèstica.